# Phoenix Marie
Phoenix Marie (ur. 21 września 1981 w Golden Valley) – amerykańska aktorka pornograficzna. W styczniu 2023 została wprowadzona do alei sław Brazzers Hall of Fame.

## Życiorys

### Wczesne lata
Urodziła się w Golden Valley w stanie Arizona.
Po ukończeniu szkoły średniej w Moreno Valley w 1998 roku Phoenix Marie przez siedem lat pracowała w kilku salonach dealerskich Harley-Davidson w Las Vegas.

### Kariera
Pracę w branży pornograficznej zaczęła po tym, gdy w 2006 roku podczas pobytu w klubie nocnym w Los Angeles została zaczepiona przez ochroniarza, który znał agenta zajmującego się aktorkami pornograficznymi. Zadebiutowała w 2007 w filmie Brand New Faces 2 dla wytwórni Vivid Entertainment.

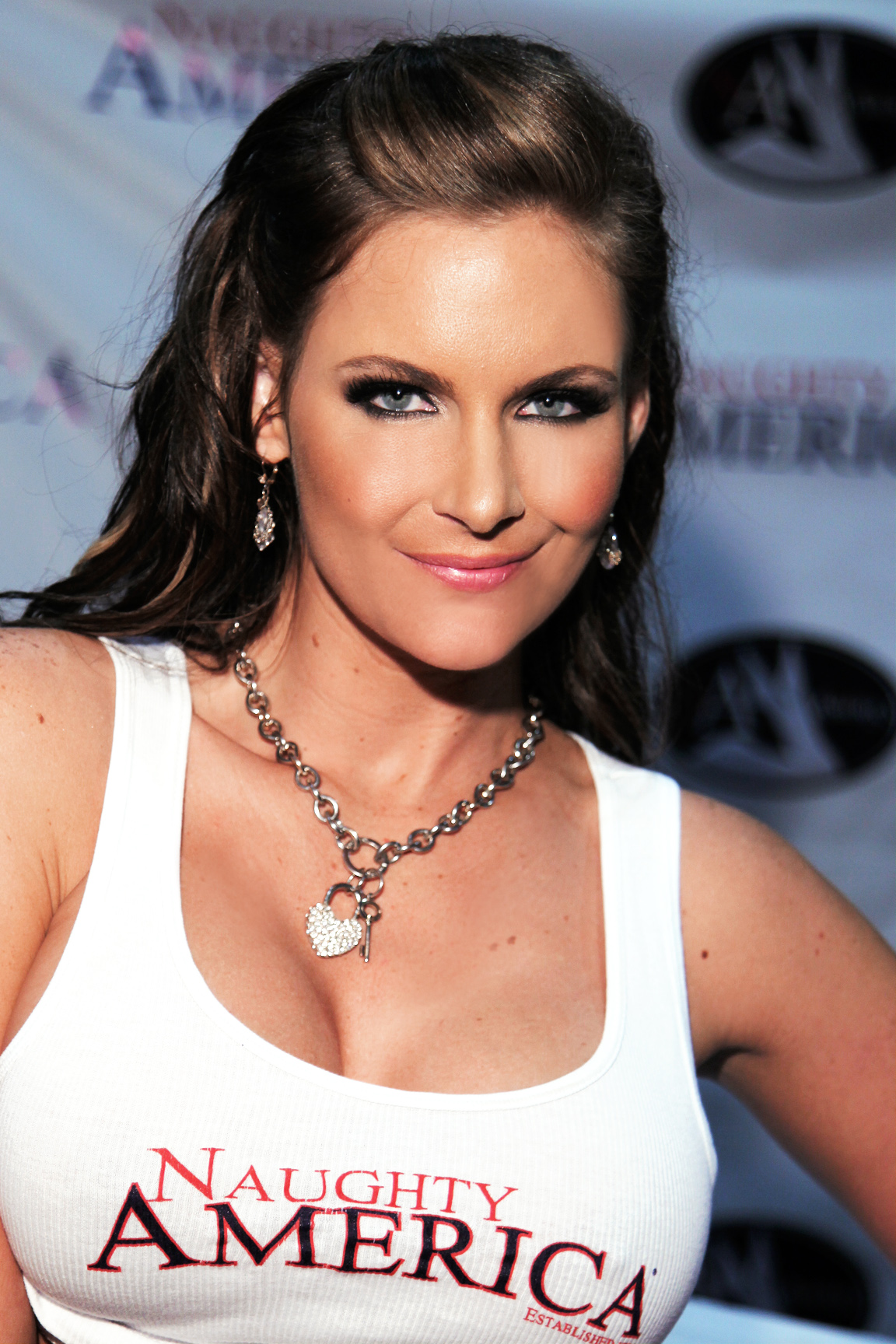
Phoenix Marie podczas Adultcon 23 (2009)

Wystąpiła w jednym odcinku serialu erotycznego Co-Ed Confidential (2008) jako Carol O’Gresty, produkcji sieci Cinemax.
W 2008 po raz pierwszy wzięła udział w scenie seksu analnego, w pierwszym filmie z serii Big Butts Like It Big studia Brazzers. Jak sama twierdzi, jej ulubione pozycje seksualne to wykorzystywane w trakcie seksu analnego pozycja na jeźdźca i pozycja misjonarska.
W latach 2009–2017 pracowała dla Kink.com w scenach sadomasochistycznych, takimi jak uległość, głębokie gardło, rimming, kobieca ejakulacja, fisting analny i pochwowy, pegging, gang bang, bukkake, plucie i bicie. Były to serie Public Disgrace, Bound Gang Bangs, Men in Pain, Sex and Submission, Divine Bitches, Fucking Machines, Everything Butt, Whipped Ass, Wired Pussy i TS Seduction  z Jamesem Deenem, Steve’em Holmesem, Markiem Davisem, Ramónem Nomarem, Tonim Ribasem, Derrickem Pierce, Stevenem St. Croix, Tommym Pistolem, Billem Baileyem, Mr. Pete, Karlo Karrerą, Johnem Strongiem, Xanderem Corvusem, Daną DeArmond, Abellą Danger, Anyą Olsen, Piper Perri, Cherie DeVille, Chanel Preston, Krissy Lynn, Francescą Le, Leą Lexis, Kelly Divine, Bobbi Starr, Aiden Starr, Aubrey Kate i Princess Donną.
W listopadzie 2010 otrzymała tytuł Penthouse Pet of the Month, przyznawany przez magazyn „Penthouse”.
W 2012 zagrała tytułową rolę w filmie Xena XXX: An Exquisite Films Parody, pornograficznej wersji serialu Xena: Wojownicza księżniczka.
Wystąpiła także filmie dokumentalnym Christiny Voros Kink (2013) z udziałem Marka Davisa, Jamesa Deena i Remy LaCroix i komedii krótkometrażowej The Thumb Wrestler (2015) jako dziewczyna na ringu, Clara Fantastic.
W 2015 otrzymała nagrodę AVN Award, w kategorii „Najlepsza scena seksu POV” w filmie Lex’s Point of View.
W toku swojej kariery wzięła udział w filmach produkowanych między innymi przez takie studia jak: Brazzers, Bangbros, Reality Kings, Naughty America, Elegant Angel, Evil Angel, Hustler i Jules Jordan Videos.
15 lutego 2024 w Nevadzie złożyła pozew, twierdząc, że doświadczyła zniesławienia i szkody dla jej kariery w wyniku incydentu, który miał miejsce w 2023 na planie realizacji Danny’ego D w Barcelonie dla studia należącego do Aylo. W komunikacie prasowym prawnika Kerra Simpsona zarzuca się, że wykorzystano informację o śmierci 18–letniej córki w 2019 na raka, „aby fałszywie przedstawić Phoenix Marie jako niezrównoważoną, pogrążoną w żałobie matkę zażywającą lit”.

## Nagrody
| Rok  | Nagroda                      | Kategoria                              | Film                       | Inni wykonawcy                                                       |
| ---- | ---------------------------- | -------------------------------------- | -------------------------- | -------------------------------------------------------------------- |
| 2010 | Nagroda magazynu „Penthouse” | Ulubienica miesiąca – listopada 2010   | –                          | –                                                                    |
| 2013 | Spank Bank Award             | Najlepsza wszechstronna bogini porno   | –                          | –                                                                    |
| 2013 | Sex Award                    | Najgorętsza scena seksu                | Evil Anal 16 (2012)        | Chanel Preston i Manuel Ferrara                                      |
| 2014 | XCritic Award                | Najlepsza wykonawczyni                 | –                          | –                                                                    |
| 2015 | Spank Bank Award             | Najbardziej zmysłowa lisica            | –                          | –                                                                    |
| 2015 | AVN Award                    | Najlepsza scena seksu POV              | Lex’s Point of View (2014) | Lexington Steele                                                     |
| 2016 | Spank Bank Award             | Najbardziej zmysłowa lisica            | –                          | –                                                                    |
| 2017 | Transgender Erotica Award    | Najlepsza scena                        | TS Seduction 41348 (2016)  | Aubrey Kate i Rubie Havoc                                            |
| 2017 | Urban X Award                | Sala sławy Hall of Fame Urban X Awards | –                          | –                                                                    |
| 2018 | Spank Bank Award             | Wspaniała MILF roku                    | –                          | –                                                                    |
| 2022 | AVN Award                    | Sala sławy AVN Hall of Fame            | –                          | –                                                                    |
| 2022 | Urban X Award                | Sala sławy Urban X Hall of Fame        | –                          | –                                                                    |
| 2025 | XMA Award                    | Najlepsza scena seksu w komedii        | American MILF (2024)       | Christy Canyon, Serenity Cox, Brandi Love, Maitland Ward i Jason Luv |
| 2025 | Exxxotica Fan Choice Award   | Królowa Mocy                           | –                          | –                                                                    |